# Cato (Wisconsin)
Cato es un pueblo ubicado en el condado de Manitowoc en el estado estadounidense de Wisconsin. En el Censo de 2010 tenía una población de 1.566 habitantes y una densidad poblacional de 17,32 personas por km².

## Geografía
Cato se encuentra ubicado en las coordenadas 44°7′1″N 87°52′1″O / 44.11694, -87.86694. Según la Oficina del Censo de los Estados Unidos, Cato tiene una superficie total de 90.44 km², de la cual 89.51 km² corresponden a tierra firme y (1.03%) 0.93 km² es agua.

## Demografía
Según el censo de 2010, había 1.566 personas residiendo en Cato. La densidad de población era de 17,32 hab./km². De los 1.566 habitantes, Cato estaba compuesto por el 98.21% blancos, el 0.13% eran afroamericanos, el 0.32% eran amerindios, el 0.7% eran asiáticos, el 0% eran isleños del Pacífico, el 0.19% eran de otras razas y el 0.45% pertenecían a dos o más razas. Del total de la población el 1.15% eran hispanos o latinos de cualquier raza.